# Stahl
Stahl är ett ursprungligen tyskt efternamn, som betyder stål.

## Personer med efternamnet Stahl eller med varianter av detta namn
- Daniel Stahl (1645–?), svensk målare, tecknare och grafiker
- Ecaterina Stahl-Iencic (1946–2009), rumänsk fäktare
- Ernst Stahl (1848–1919), tysk botaniker
- Felix Stahl (1912–1974), svensk kompostör
- Franklin Stahl (född 1929), amerikansk molekylärbiolog
- Fredrika Stahl (född 1984), svensk jazzsångerska och låtskrivare
- Friedrich Julius Stahl (1802–1861), tysk rättsfilosof och konservativ politiker
- Georg Stahl (1659–1734), tysk kemist och läkare
- Herman von Stahl (1802–1833), svensk militär, litograf och målare
- John M. Stahl (1886–1950), amerikansk filmregissör och filmproducent
- Léa Stahl  (1908–?), svensk målare, skulptör och konsthantverkare
- Lesley Stahl  (född 1941), amerikansk hournalist och författare
- Linda Stahl (född 1985), tysk spjutkastare
- Louise Stahl (1917–2005), svensk skulptör och teckningslärare
- Mario Stahl (1908–1975), tysk-svensk tecknare och grafiker
- Michael Stahl-David (född 1982), amerikansk skådespelare
- Nick Stahl (född 1979), amerikansk skådespelare